# Stimmkreis Wunsiedel, Kulmbach
Der Stimmkreis Wunsiedel, Kulmbach ist ein Stimmkreis für die bayerischen Landtagswahlen im Wahlkreis Oberfranken. Er umfasst den Landkreis Kulmbach, den Landkreis Wunsiedel im Fichtelgebirge sowie vom Landkreis Bayreuth die Städte Bad Berneck im Fichtelgebirge und Gefrees und die Gemeinden Bischofsgrün, Fichtelberg und Mehlmeisel.
Der Stimmkreis wurde durch einen Beschluss des Landtags aus dem Jahr 2011 neu gebildet und zur Landtagswahl 2013 erstmals angewandt. Er ging aus den größten Teilen der bisherigen Stimmkreise Kulmbach und Wunsiedel im Fichtelgebirge hervor. Die Zusammenlegung wurde durch die Reduzierung der Stimmkreise in Oberfranken von neun auf acht notwendig. Dies wurde jedoch scharf kritisiert, sodass unter anderem die Landkreise Kulmbach und Wunsiedel sowie die bayerischen Grünen dagegen klagten. Der Bayerische Verfassungsgerichtshof lehnte die Klage jedoch ab, sodass die Einteilung zur kommenden Wahl erstmals gültig ist. Aufgrund seiner geographischen Form wird der Stimmkreis im Volksmund als Hundeknochen bezeichnet.

## Wahl 2023
Zur Landtagswahl 2023 traten folgende Parteien und Direktkandidaten im Stimmkreis Wunsiedel, Kulmbach an und erzielten folgende Ergebnisse:
| Nr. | Direktkandidat     | Partei       | Erststimmen in % | Gesamtstimmen in % |
| --- | ------------------ | ------------ | ---------------- | ------------------ |
| 1   | Martin Schöffel    | CSU          | 39,2             | 39,5               |
| 2   | Magdalena Pröbstl  | GRÜNE        | 6,5              | 6,9                |
| 3   | Rainer Ludwig      | Freie Wähler | 18,6             | 17,0               |
| 4   | Georg Hock         | AfD          | 17,3             | 17,7               |
| 5   | Holger Grießhammer | SPD          | 12,8             | 12,9               |
| 6   | Claus Ehrhardt     | FDP          | 1,5              | 1,7                |
| 7   | Alexander Jäger    | LINKE        | 1,5              | 1,5                |
| 8   | Christiane Zeigler | BP           | 1,1              | 0,9                |
| 9   | Elisabeth Schulze  | ÖDP          | 1,3              | 1,3                |
| 10  | -                  | dieBasis     | -                | 0,4                |
| 11  | -                  | Volt         | -                | 0,3                |

## Wahl 2018
Im Stimmkreis waren insgesamt 128.258 Einwohner wahlberechtigt. Die Landtagswahl am 14. Oktober 2018 hatte folgendes Ergebnis:
| Direktkandidat     | Partei               | Erststimmen in % | Gesamtstimmen in % | Veränderung der Gesamtstimmen im Vergleich zur Landtagswahl 2013 in % |
| ------------------ | -------------------- | ---------------- | ------------------ | --------------------------------------------------------------------- |
| Martin Schöffel    | CSU                  | 37,5             | 39,3               | - 6,5                                                                 |
| Inge Aures         | SPD                  | 19,9             | 17,2               | − 10,9                                                                |
| Rainer Ludwig      | Freie Wähler         | 12,7             | 11,7               | + 3,3                                                                 |
| Wilfried Kukla     | GRÜNE                | 9,2              | 10,0               | + 5,0                                                                 |
| Michael Otte       | FDP                  | 3,6              | 3,5                | + 1,3                                                                 |
| Oswald Greim       | LINKE                | 2,5              | 2,6                | + 0,3                                                                 |
| Christiane Zeigler | BP                   | 1,4              | 1,1                | + 0,5                                                                 |
| Reinhard Englert   | ÖDP                  | 0,7              | 0,7                | - 0,1                                                                 |
| -                  | PIRATEN              | -                | 0,3                | - 1,5                                                                 |
| Gerd Kögler        | AfD                  | 11,7             | 11,8               | + 11,8                                                                |
| Michaela Hüttner   | mut                  | 0,8              | 0,9                | + 0,9                                                                 |
| -                  | Die Partei           | -                | 0,5                | + 0,5                                                                 |
| -                  | Gesundheitsforschung | -                | 0,1                | + 0,1                                                                 |
| -                  | V-Partei³            | -                | 0,2                | + 0,2                                                                 |

Neben dem direkt gewählten Stimmkreisabgeordneten Martin Schöffel (CSU) wurden die SPD-Kandidatin Inge Aures und der FW-Kandidat Rainer Ludwig über die jeweiligen Bezirkslisten ihrer Partei in den Landtag gewählt.

## Wahl 2013
Wahlberechtigt waren bei der Landtagswahl vom 15. September 2013 insgesamt 132.486 Einwohner. 
Die Wahlbeteiligung betrug 62,4 %. Die Wahl hatte folgendes Ergebnis:
| Direktkandidat        | Partei       | Erststimmen in % | Gesamtstimmen in % | +/- Gesamtstimmen ggü. 2008 in %-P. umgerechnet auf das Gebiet des neu gebildeten Stimmkreises |
| --------------------- | ------------ | ---------------- | ------------------ | ---------------------------------------------------------------------------------------------- |
| Martin Schöffel       | CSU          | 44,7             | 45,9               | + 4,7                                                                                          |
| Inge Aures            | SPD          | 29,8             | 28,1               | + 0,1                                                                                          |
| Martin Baumgärtner    | Freie Wähler | 7,9              | 8,4                | - 2,5                                                                                          |
| Brigitte Artmann      | GRÜNE        | 4,6              | 5,0                | + 0,1                                                                                          |
| Thomas Nagel          | FDP          | 2,2              | 2,2                | - 3,2                                                                                          |
| Christa Meist         | LINKE        | 2,4              | 2,4                | - 2,6                                                                                          |
| Ehrenfried Bittermann | ÖDP          | 0,7              | 0,7                | − 0,1                                                                                          |
| Rainer Krause         | REP          | 0,7              | 0,7                | - 0,5                                                                                          |
| Harald Bestehorn      | NPD          | 1,4              | 1,4                | − 0,8                                                                                          |
| Markus Roppelt        | BP           | 0,6              | 0,6                | + 0,2                                                                                          |
| -                     | Frauenliste  | -                | 0,2                | + 0,2                                                                                          |
| Georg Dieter Ludwig   | Die Franken  | 2,7              | 2,5                | + 2,5                                                                                          |
| Bernhard Hanakam      | PIRATEN      | 1,6              | 1,8                | + 1,8                                                                                          |